# Kurwa (dystrykt Palamu)
Kurwa – wieś w Indiach położona w stanie Jharkhand, w dystrykcie Palamu, w tehsilu Patan.
Całkowita powierzchnia miejscowości wynosi 52,82 ha (0,5282 km²). Według spisu z 2011 w Kurwie znajduje się 116 domów i zamieszkuje ją 550 osób.